# Clara Pfänder

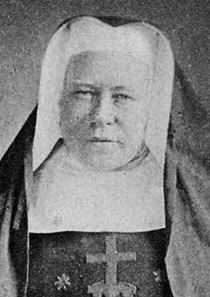
M. Clara Pfänder

Clara Pfänder (* 6. Dezember 1827 in Hallenberg als Anna Theresia Pfänder; † 5. Oktober 1882 in Rom) war eine deutsche Ordensgründerin und -oberin.

## Leben und Werk
Sie wurde als Tochter des Hallenberger Bürgermeisters Heinrich Pfänder und dessen Frau Karoline (geborene Wahle) geboren. Der Vater war protestantisch, die Mutter katholisch. Theresia besuchte die örtliche Volksschule und eine private Abendschule. Wegen ihres Wunsches, Lehrerin zu werden, kam es zu Konflikten mit dem Vater. Sie arbeitete zeitweise im Büro des Vaters und dann im Büro des Pfarrers. Dort lernte sie Regina Löser, eine Schwester des Pfarrers, kennen. Durch diesen Kontakt erfuhr sie von der neuen Kongregation der Schwestern der Christlichen Liebe. Dieser trat sie 1850 bei und erhielt den Ordensnamen Clara. Der Eintritt in eine geistliche Gemeinschaft, die sich mit der Erziehung von Kindern und Jugendlichen befasste, erfolgte auch vor dem Hintergrund der Auseinandersetzung mit dem Vater. Sie arbeitete an verschiedenen Orten, besuchte das zur Gemeinschaft gehörende Lehrerinnenseminar und absolvierte 1858 die Abschlussprüfung.

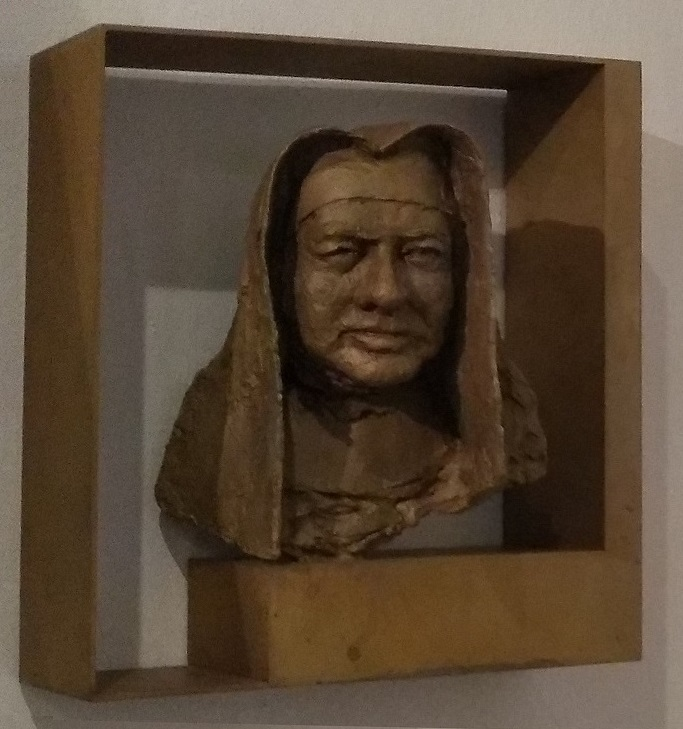
Büste von Clara Pfänder, 2018, Künstler Karlheinz Oswald, Paderborner Dom

Nach Selbstzweifeln gründete sie gemeinsam mit Maria Theresia Bonzel und Regina Löser in Olpe die Kongregation der Schwestern des heiligen Franziskus, Töchter der allerheiligsten Herzen Jesu und Mariä. Am 20. Dezember 1860 erfolgte die Einkleidung der ersten neun Schwestern, sechs Chorschwestern und drei Laienschwestern, in der Olper St.-Martinus-Kirche. Seit dem 21. Dezember 1860 wurde die ewige Anbetung in der Gemeinschaft ausgeübt, wodurch die ständige Gegenwart Christi in der Spiritualität der Schwestern besonders hervorgehoben werden sollte. Nach der Verlegung des Mutterhauses nach Salzkotten und internem Streit spalteten sich 1863 die in Olpe verbliebenen Schwestern ab und wurden eigenständig als Franziskanerinnen von der ewigen Anbetung zu Olpe. Der ursprüngliche Orden wurde zur Kongregation der Franziskanerinnen von Salzkotten.
Im Kulturkampf erteilte Bischof Konrad Martin Clara Pfänder die Geheimerlaubnis, auch ohne Mitwirkung eines Priesters neue Schwestern in den Orden aufzunehmen und einzukleiden. Daraus wurde der Vorwurf des Verstoßes gegen Kirchenrecht konstruiert, was zu ihrem Ausschluss aus dem Orden führte. Sie reiste nach Rom, um dort die Vorwürfe zu klären, starb aber, bevor ihr dies gelang. Ihre vollständige Rehabilitation erfolgte nach langjährigen Forschungen durch Salzkottener Franziskanerinnen.
Seit 2010 erinnert eine Gedenktafel an ihrem Geburtshaus in Hallenberg an Clara Pfänder. Nach ihrer Rehabilitierung wurde am 18. Februar 2018 eine von Karlheinz Oswald gestaltete Büste von Clara Pfänder in der Engelkapelle im Paderborner Dom aufgestellt.